# Pavlograd
Pavlohrad (em ucraniano:  Павлогра́д) é uma cidade industrial no leste da Ucrânia, situada no Oblast de Dnipropetrovsk. Tem 59,3 km² de área e sua população em 2020 foi estimada em 104.225 habitantes. Administrativamente, Pavlohrad é incorporada como a cidade de importância de oblast e serve como o centro administrativo de Pavlohrad Raion ao qual não pertence.
Os rios Vovcha (atravessa a cidade 12,85 quilômetros em direção ao rio Samara), Hnizdka (3,9 km), Kocherha (2,9 km) fluem por Pavlohrad. Existem 20 escolas e 1 liceu na cidade.